# Stanisław Chmieloch
Stanisław Chmieloch (ur. 6 maja 1932 w Krakowie, zm. 30 stycznia 1990) – polski aktor teatralny i filmowy.

## Życiorys
Ukończył studia na Wydziale Aktorskim Państwowej Wyższej Szkoły Teatralnej w Krakowie (1957, dyplom 1960). Przez całą karierę zawodową związany był ze scenami krakowskimi: Teatrem Młodego Widza (1957) oraz Teatrem Bagatela (do 1970 - Roizmaitości) (1958-1977). Wystąpił również w trzech spektaklach Teatru Telewizji (1971-1987) oraz dwóch audycjach Teatru Polskiego Radia (1963, 1977).
Został pochowany na krakowskim Cmentarzu Prądnik Czerwony (Batowickim).

## Filmografia
- Jeszcze słychać śpiew. I rżenie koni... (1971) - porucznik Dembiński
- Potop (1974) - Butrym
- Ocalić miasto (1976) - "Malarz", żołnierz AK
- Wodzirej (1977) - Bolek Karolak, przyjaciel Lasoty
- Modrzejewska (1989) - odc. 5, 6